# Thặng dư chuỗi cung ứng
Thặng dư chuỗi cung ứng là sự bổ sung giá trị theo chức năng chuỗi cung ứng của một tổ chức.  Nó được tính theo công thức sau:
Thặng dư chuỗi cung ứng = Doanh thu được tạo ra từ một khách hàng - Tổng chi phí phát sinh để sản xuất và giao sản phẩm.

## Định nghĩa và ví dụ
Thặng dư chuỗi cung ứng, còn được gọi là lợi nhuận chuỗi cung ứng, là một thuật ngữ phổ biến đại diện cho giá trị gia tăng theo chức năng chuỗi cung ứng của một tổ chức.  Jonathan Birkin cũng định nghĩa thặng dư chuỗi cung ứng là "sự khác biệt giữa doanh thu được tạo ra từ khách hàng và chi phí chung trên toàn chuỗi cung ứng đó".  Khái niệm hoạt động của nó là 'chia sẻ lợi nhuận còn lại sau khi trừ chi phí phát sinh trong quá trình sản xuất và phân phối sản phẩm hoặc dịch vụ.  Lý tưởng nhất là lợi nhuận được phân phối cho các đối tác chuỗi cung ứng thông qua giá chuyển nhượng. ' 
Ví dụ: một người tiêu dùng mua PC từ Samsung với giá 2.500 đô la, điều này cho thấy chuỗi cung ứng doanh thu đạt được.  Tất cả các giai đoạn phát sinh chi phí để đảm bảo chuyển tiền hiệu quả, thông tin, lưu trữ sản phẩm và vận chuyển đến người tiêu dùng cuối cùng.  Sự khác biệt giữa doanh thu từ việc bán PC và chi phí chuỗi cung ứng thể hiện thặng dư chuỗi cung ứng hoặc lợi nhuận của chuỗi cung ứng.  Thặng dư chuỗi cung ứng là tổng lợi nhuận được chia sẻ bởi tất cả các giai đoạn và trung gian.  Thặng dư chuỗi cung ứng càng lớn, chuỗi cung ứng càng thành công.  Sự thành công của chuỗi cung ứng được tính bằng thặng dư tổng thể của nó chứ không phải bằng lợi nhuận ở mỗi phần của các giai đoạn.

## Công thức
Thặng dư chuỗi cung ứng có thể được tính bằng các công thức sau:
Thặng dư chuỗi cung ứng = Doanh thu được tạo ra từ một khách hàng - Tổng chi phí phát sinh để sản xuất và giao sản phẩm.
Thặng dư chuỗi cung ứng = Giá trị khách hàng - Chi phí chuỗi cung ứng.
Những thuật ngữ này được đặt ra bởi Sunil Chopra, của Trường Quản lý Kellogg và Peter Meindl, của Kepos Capital.

## Tối đa hóa thặng dư
Tối đa hóa thặng dư chuỗi cung ứng là mục tiêu cuối cùng của quy hoạch chuỗi cung ứng.  Khi chúng ta xem xét số lượng thặng dư chuỗi cung ứng, sự thành công của hệ thống chuỗi cung ứng đó và triển vọng tương lai của nó có thể được biết đến.  Để tối đa hóa thặng dư chuỗi cung ứng, mọi cơ sở có tác động đến chi phí phải được xem xét.  Tuy nhiên, Hugos nói rằng, trong số đó, 'khách hàng phải là điểm khởi đầu khi cố gắng tăng thặng dư chuỗi cung ứng vì tất cả nhu cầu, và do đó doanh thu, cuối cùng phát sinh từ họ.' 

### Truy xuất nguồn gốc và minh bạch
Theo Pagell và cộng sự, thặng dư chuỗi cung ứng có liên quan đến tính bền vững và có thể được hiểu rõ hơn thông qua các hoạt động truy xuất nguồn gốc và minh bạch.  Truy nguyên nguồn gốc là "thực tiễn chia sẻ thông tin giữa các đối tác trong chuỗi cung ứng về các nguyên liệu đáp ứng các tiêu chuẩn ngành để giảm thiểu rủi ro môi trường", và Minh bạch là "dòng tiền thông qua toàn bộ chuỗi cung ứng với mục tiêu rõ ràng là đảm bảo rằng mỗi tổ chức kiếm đủ lợi nhuận để làm nhiều hơn là chỉ tồn tại '.  Về bản chất, truy xuất nguồn gốc liên quan đến cách mọi thứ được tạo ra trong toàn chuỗi trong khi tính minh bạch liên quan đến việc giữ lợi nhuận chảy qua toàn bộ chuỗi.  Để tối đa hóa thặng dư, điều quan trọng là đảm bảo tính liên tục của hệ thống chuỗi cung ứng bằng cách cho phép mỗi đối tác trong chuỗi tái đầu tư, đổi mới và phát triển.

### Thuê ngoài
Bằng cách tổng hợp năng lực, hàng tồn kho, vận chuyển trong hoặc ngoài nước, kho bãi, mua sắm, thông tin, các khoản phải thu lên cấp cao hơn, gia công cho bên thứ ba có thể cung cấp sự tăng trưởng bền vững của thặng dư cho công ty.  Đôi khi, sự tăng trưởng thặng dư cũng có thể xảy ra do chi phí thấp hơn, chất lượng cao hơn, chuyên môn hóa hoặc học tập của bên thứ ba.  Một công ty đạt được hầu hết từ việc thuê ngoài cho bên thứ ba nếu nhu cầu nhỏ, sự không chắc chắn cao và các công ty khác cũng đang tìm nguồn cung ứng từ cùng một bên thứ ba.

### Quản lý hiệu quả thuế
Để tối đa hóa thặng dư chuỗi cung ứng, ảnh hưởng của thuế trong thiết kế và thực hiện quản lý chuỗi cung ứng cũng được xem xét.  Là kết quả của toàn cầu hóa, hiện nay có rất nhiều doanh nghiệp xuyên quốc gia.  Vì các quốc gia khác nhau có mức thuế khác nhau, các công ty có thể tối ưu hóa hợp pháp chuỗi cung ứng của họ và tăng lợi nhuận dựa trên hiệu quả thuế.